# Keegan Allen
Keegan Phillip Allen (22 de julho de 1989) é um ator e cantor, que nasceu nos Estados Unidos. Ficou mais conhecido ao interpretar Toby Cavanaugh em Pretty Little Liars. É filho do ator americano Phillip R. Allen (falecido em 2012) e da artista plástica Joan Snyder. Keegan é ex-cunhado da cantora Lana Del Rey.

## Carreira
Em 2002, Keegan Phillip Allen teve seu primeiro papel como o filho do papagaio no filme Small Emergencies. Em 2010, Keegan conseguiu o papel de Toby Cavanaugh, em Pretty Little Liars. Ele também fez uma pequena participação em Big Time Rush. Participou da série CSI: Crime Scene Investigation, como Max Ferris. Recentemente ele fez uma participação no filme Palo Alto inspirado no livro de James Franco e é um dos personagens principais do filme Bukowski.
Em 2016, participou do filme King Cobra, dirigido por Justin Kelly. Em 2021, Allen irá estrelar a série Walker interpretando o personagem Liam Walker.

## Música
Keegan lançou seu primeiro single "Million Miles Away" no dia 9 de Fevereiro de 2017.

## Filmografia

### Filmes
| Ano  | Filmes                 | Papel                     | Notas          |
| ---- | ---------------------- | ------------------------- | -------------- |
| 2002 | Small Emergencies      | Filho da dona do Papagaio | Curta-metragem |
| 2010 | As a Last Resort       | Driver                    | Curta-metragem |
| 2013 | Palo Alto              | Archie "Skull"            |                |
| 2014 | The Sound and the Fury | Man with Red Tie          |                |
| 2016 | King Cobra             | Harlow Cuadra             |                |
| 2016 | In Dubious Battle      | Keller                    |                |
| 2017 | Actors Anonymous       | Trey                      |                |
| 2019 | Zeroville              | Pale Blue Eyes Killer     |                |
| 2020 | No Escape              | Cole Turner               |                |

### Televisão
| Ano       | Séries                         | Papel          |
| --------- | ------------------------------ | -------------- |
| 2010      | Big Time Rush                  | Modelo         |
| 2010–2017 | Pretty Little Liars            | Toby Cavanaugh |
| 2011      | CSI: Crime Scene Investigation | Max Ferris     |
| 2011      | I Hate My Teenage Daughter     | Jake           |
| 2015      | Young & Hungry                 | Tyler          |
| 2017      | Major Crimes                   | Aiden Reed     |
| 2019      | What/If                        | Billy          |
| 2021      | Walker                         | Liam Walker    |

## Prêmios
| Awards | Awards    | Awards             | Awards                      | Awards              |
| Ano    | Resultado | Prêmio             | Categoria                   | Série               |
| ------ | --------- | ------------------ | --------------------------- | ------------------- |
| 2011   | Venceu    | Teen Choice Awards | Choice Summer TV Star: Male | Pretty Little Liars |
| 2013   | Venceu    | Teen Choice Awards | Choice Summer TV Star: Male | Pretty Little Liars |